# Julian Jaworski
Julian Jaworski (ur. 22 stycznia 1926 w Kosowie, zm. 8 września 1975 w Krakowie) – polski inżynier elektromechanik, poseł na Sejm PRL III kadencji (1961–1965), wiceprezydent miasta Krakowa.

## Życiorys
Pochodził z rodziny inteligenckiej, był synem Władysława i Marii. Po ukończeniu szkoły powszechnej w Bolechowie uczęszczał do gimnazjum w Stryju, którego nie ukończył z powodu wybuchu wojny. W czasach okupacji pracował jako robotnik oraz pracownik biurowy w tartaku w Bolechowie. W 1945 przymusowo wysiedlony z polskich Kresów wraz z innymi Polakami; ukończył Liceum Ogólnokształcące im. Jana Matejki w Wieliczce. W 1951 został absolwentem Wydziału Elektromechanicznego Akademii Górniczo-Hutniczej. W 1952 podjął pracę zawodową w Rafinerii Nafty w Trzebini, a potem w Zjednoczeniu Rafinerii Nafty w Krakowie. Od 1961 pracował jako adiunkt w Instytucie Odlewnictwa w Krakowie na AGH. Od 1966 był związany ze zorganizowanym przez siebie Zakładem Elektronicznej Techniki Obliczeniowej, zajmując stanowisko dyrektora.
Od 1947 do 1948 należał do Związku Młodzieży Demokratycznej, a w latach 1948–1951 kolejno do Związku Akademickiej Młodzieży Polskiej i Związku Młodzieży Polskiej. W 1948 wstąpił także do Stronnictwa Demokratycznego. Od 1950 do 1951 pełnił funkcję zastępcy sekretarza Miejskiego Komitetu tej partii w Krakowie. W latach 1951–1958 był radnym Miejskiej i Wojewódzkiej Rady Narodowej. Od 1955 do 1966 pełnił funkcję sekretarza Wojewódzkiego Komitetu SD w Krakowie, pracując jednocześnie naukowo. Od 1958 był członkiem Centralnego Komitetu partii. W latach 1961–1965 był posłem na Sejm PRL III kadencji z okręgu Nowy Sącz. Wybrano go na sekretarza Sejmu. Zasiadał w Komisji Przemysłu Ciężkiego, Chemicznego i Górnictwa. W latach 1966–1967 i 1971–1972 był wiceprzewodniczącym, a od 1972 do 1975 przewodniczącym WK SD w Krakowie. Od 1971 do śmierci pełnił funkcję wiceprezydenta miasta Krakowa (do 1973 jako zastępca przewodniczącego Miejskiej i Wojewódzkiej Rady Narodowej). W 1975 przejął stanowisko przewodniczącego Krakowskiego Komitetu SD.
Od 20 grudnia 1972 do 25 kwietnia 1973 był prezesem Klubu Sportowego Cracovia.
Zasłużony dla miasta Krakowa. Odznaczony Krzyżem Kawalerskim i Oficerskim Orderu Odrodzenia Polski, Srebrnym Krzyżem Zasługi (1956), wieloma innymi odznaczeniami państwowymi oraz wyróżniony Złotą Odznaką „Za Pracę Społeczną Dla Miasta Krakowa”.
Żonaty z Teresą Jaworską z Prażmowskich (1928–2001). Córki: Maria Jaworska-Michałowska, pracownik naukowy PK oraz Małgorzata Jaworska, pianistka. Pochowany na cmentarzu Rakowickim w Krakowie, w alei zasłużonych (kwatera LXIX pas A-II-1).